# أندرو لوف
أندرو لوف (بالإنجليزية: Andrew Love)‏ هو عازف ساكسفون وموسيقي أمريكي، ولد في 21 نوفمبر 1941 في ممفيس في الولايات المتحدة، وتوفي في 12 أبريل 2012 بسبب مرض آلزهايمر.

## وصلات خارجية
- أندرو لوف على موقع ميوزك برينز (الإنجليزية)
- أندرو لوف على موقع أول ميوزيك (الإنجليزية)
- أندرو لوف على موقع ديسكوغز (الإنجليزية)